# Communauté de communes Ardèche Rhône Coiron
Die Communauté de communes Ardèche Rhône Coiron ist ein französischer Gemeindeverband mit der Rechtsform einer Communauté de communes im Département Ardèche der Region Auvergne-Rhône-Alpes. Sie wurde am 16. Dezember 2016 gegründet und umfasst 15 Gemeinden. Der Sitz der Verwaltung befindet sich im Ort Cruas.

## Historische Entwicklung
Der Gemeindeverband entstand mit Wirkung vom 1. Januar 2017 durch die Fusion der Vorgängerorganisationen
Communauté de communes Barrès Coiron und Communauté de communes Rhône Helvie.

## Mitgliedsgemeinden
| Gemeinde                                    | Einwohner 1. Januar 2022 | Fläche km² | Dichte Einw./km² | Code INSEE | Postleitzahl |
| ------------------------------------------- | ------------------------ | ---------- | ---------------- | ---------- | ------------ |
| Alba-la-Romaine                             | 1.538                    | 30,46      | 50               | 07005      | 07400        |
| Aubignas                                    | 477                      | 15,42      | 31               | 07020      | 07400        |
| Baix                                        | 1.293                    | 17,39      | 74               | 07022      | 07210        |
| Cruas                                       | 2.954                    | 15,45      | 191              | 07076      | 07350        |
| Le Teil                                     | 8.812                    | 26,59      | 331              | 07319      | 07400        |
| Meysse                                      | 1.380                    | 19,18      | 72               | 07157      | 07400        |
| Rochemaure                                  | 2.250                    | 24,33      | 92               | 07191      | 07400        |
| Saint-Bauzile                               | 316                      | 7,05       | 45               | 07219      | 07210        |
| Saint-Lager-Bressac                         | 959                      | 15,37      | 62               | 07260      | 07210        |
| Saint-Martin-sur-Lavezon                    | 430                      | 23,54      | 18               | 07270      | 07400        |
| Saint-Pierre-la-Roche                       | 63                       | 9,92       | 6                | 07283      | 07400        |
| Saint-Symphorien-sous-Chomérac              | 855                      | 7,86       | 109              | 07298      | 07210        |
| Saint-Thomé                                 | 475                      | 19,65      | 24               | 07300      | 07220        |
| Saint-Vincent-de-Barrès                     | 827                      | 19,10      | 43               | 07302      | 07210        |
| Valvignères                                 | 438                      | 29,78      | 15               | 07332      | 07400        |
| Communauté de communes Ardèche Rhône Coiron | 23.067                   | 281,09     | 82               | –          | –            |